# Kindratkî, Izeaslav
Kindratkî (în ucraineană Кіндратки) este un sat în comuna Bileve din raionul Izeaslav, regiunea Hmelnîțkîi, Ucraina.

## Demografie
Componența lingvistică a localității Kindratkî
     Ucraineană (99,43%)
Conform recensământului din 2001, majoritatea populației localității Kindratkî era vorbitoare de ucraineană (99,43%), existând în minoritate și vorbitori de alte limbi.